# Parque Nacional de Erawan
O Parque Nacional de Erawan está localizado na província de Kanchanaburi. Ele abrange uma área de 550 quilômetros quadrados no oeste da Tailândia. O parque foi criado em 1975, é o 12 parque nacional do pais.

## Atrações
A principal atração do parque é a cascata de Erawan, uma cachoeira nomeada após  erawan, o elefante branco de três cabeças da mitologia Hindu. Há também quatro cavernas no parque : Mi, Rua, Wang e Phartat.